# Sikora plamista
Sikora plamista (Pardaliparus elegans) – gatunek niewielkiego ptaka z rodziny sikor (Paridae), zamieszkujący wyłącznie Filipiny. Podgatunek nominatywny (P. elegans elegans) jest liczny na terenie swego występowania, inne podgatunki są mniej znane nauce. W większości nie przelotny.

## Systematyka
Zasięg większości podgatunków jest ograniczony do poszczególnych wysp lub archipelagów Filipin. Wyróżnia się kilka podgatunków, zamieszkujących odpowiednio:
- P. elegans edithae – Calayan i Camiguin.
- P. elegans montigenus – północno-zachodni Luzon.
- P. elegans gilliardi – półwysep Bataan (zachodni Luzon).
- P. elegans elegans – Catanduanes, środkowo-wschodni i południowy Luzon, Mindoro i Panay.
- P. elegans visayanus – Cebu.
- P. elegans albescens – Guimaras, Masbate, Negros i Ticao.
- P. elegans mindanensis – Leyte, Mindanao i Samar.
- P. elegans sulensis – Archipelag Sulu (oprócz wyspy Bongao).
- P. elegans bongaoensis – Bongao.

## Morfologia
Wygląd zewnętrznySamce i samice są podobne w ubarwieniu, ale samice nieco mniej jaskrawe. Głowa i szyja czarna, z białą lub żółtą plamą na policzku ciągnącą się aż do skrzydeł. Cytrynowożółte podbrzusze i pierś. Dziób czarny z szarą podstawą. Wierzch ciała, skrzydła i ogon są czarne lub ciemnoszare z jaśniejszymi szlaczkami. Właśnie układ, ilość i kolor tych szlaczków, jak i lokalizacja geograficzna są używane w rozróżnianiu podgatunków.
Rozmiarydługość ciała 11,5–12 cm, długość skrzydła ok. 6,5 cm
Masa ciała12–15 g

## Środowisko
Występuje licznie we wszystkich biotopach Filipin do około 2000 metrów, choć widziano osobniki żyjące na wysokości prawie 2300 metrów.

## Lęgi
Czas godów przypada na okres od stycznia do kwietnia, jaja składane są w maju i czerwcu.

## Status
IUCN uznaje sikorę plamistą za gatunek najmniejszej troski (LC, Least Concern) nieprzerwanie od 1988 roku. Liczebność populacji nie została oszacowana, ale ptak ten opisywany jest jako dość pospolity. Trend liczebności populacji uznawany jest za stabilny.